# دافنا دکل
دافنا دکل (عبری: דפנה דקל‎؛ زادهٔ ۷ مهٔ ۱۹۶۶) هنرپیشه، خواننده و مجری تلویزیونی اهل اسرائیل است.